# NGC 1437A
NGC 1437A is een balkspiraalstelsel in het sterrenbeeld Eridanus.

## Synoniemen
- PGC 13655
- ESO 358-54
- MCG -6-9-24
- FCC 285